# Beciu
Beciu es una comuna ubicada en el distrito de Teleorman, Rumania.

## Superficie
Posee una superficie de 35,42 kilómetros cuadrados.

## Demografía
Hasta 2021 la población era de 1445 habitantes, con una densidad de población de 40,80 habitantes por kilómetro cuadrado.